# Душанбе
Душанбе́ (тадж. Душанбе, перс. دوشنبه; до 1929 року — Дюшамбе, 1929—1961 роки — Сталінабад) — столиця Таджикистану, найбільше місто, політичний, культурний й економічний центр країни. Розташоване в Гісарській долині на берегах річки Варзоб (Душанбинка). Таджицькою мовою Душанбе́ означає Понеділок.
Місто виникло як невелике поселення-кишлак, що у XIX — на початку ХХ століття було одним із жвавих торговельних пунктів східної частини Бухарського емірату. Із утвердженням радянської державності таджиків, Душанбе став столицею новоутвореної республіки, активно розбудовувався від 1930-х, особливо у 1950—1970-ті роки. З 1991 року Душанбе — столиця незалежної Республіки Таджикистан.
У місті зосереджено близько 40 % промислового потенціалу Таджикистану, тут проживає 12 % від загальної чисельності населення республіки (станом на 1 січня 2022 рік 1 201,8 тисяч осіб), й виробляється чверть внутрішнього валового продукту країни.
Умови здійснення містом функцій столиці Таджикистану визначає спеціальний Закон Республіки Таджикистан «Про статус столиці Республіки Таджикистан» від 13 грудня 1996 року. У місті розташовані центральні органи влади країни, головні і найбільші національні заклади освіти та культури, низка підприємств, представництва міжнародних організацій та іноземних держав, провідних світових компаній. Архітектурне обличчя міста визначає оригінальна (з використанням таджицьких мотивів) радянська і сучасна (2000-х років) забудова.

## Географія і клімат
| Кліматограма Душанбе                                                                  | Кліматограма Душанбе | Кліматограма Душанбе | Кліматограма Душанбе | Кліматограма Душанбе | Кліматограма Душанбе | Кліматограма Душанбе | Кліматограма Душанбе | Кліматограма Душанбе | Кліматограма Душанбе | Кліматограма Душанбе | Кліматограма Душанбе |
| ------------------------------------------------------------------------------------- | -------------------- | -------------------- | -------------------- | -------------------- | -------------------- | -------------------- | -------------------- | -------------------- | -------------------- | -------------------- | -------------------- |
| С                                                                                     | Л                    | Б                    | К                    | Т                    | Ч                    | Л                    | С                    | В                    | Ж                    | Л                    | Г                    |
| 72 8 −2                                                                               | 85 9 −1              | 138 15 4             | 115 22 10            | 79 27 13             | 11 33 17             | 2 36 18              | 1 34 16              | 3 30 11              | 30 23 7              | 48 17 3              | 69 11 0              |
| Середня макс. і мін. температури повітря (°C) Атмосферні опади (мм), за рік : 653 мм. |                      |                      |                      |                      |                      |                      |                      |                      |                      |                      |                      |

Місто розташоване на 38° північної широти й 68° східної довготи на висоті 750—930 м над рівнем моря в родючій і густонаселеній Гісарській долині.
Площа міста становить 126,6 км², загальна довжина вулиць, проїздів, набережних, мостів, тунелів — 705,6 км, площа зелених масивів і насаджень — 74 800 м² (станом на 1 січня 2004 року). Через місто з півночі на південь протікає річка Варзоб (Душанбинка), що живить став у центрі міста; зі сходу на захід — Кафірніган. На півночі від міста знаходиться Варзобська ущелина, у якій розташовані численні бази відпочинку.
У Душанбе яскраво виражений континентальний клімат, із сухим і спекотним літом й вологими прохолодними зимами. Пересічна температура січня становить +1 °C, липня — +28 °C. Січневі температури у долинах коливаються від 0 до +2 °C, липневі температури в долинах коливаються від +23 до +30 °C.
Максимум опадів припадає на зимовий і весняний періоди, влітку і восени дощі падають рідко.

## Населення
Чисельність населення Душанбе становить 1 201,8 тисяч осіб (2022) Динаміку його змінюваності демонструє нижче наведена таблиця:
| Рік                  | 1926 | 1936 | 1956 | 1971 | 1991 | 2002 | 2006 | 2008 | 2012 | 2014 | 2021 | 2022 |
| Населення, тис. осіб | 6    | 83   | 227  | 388  | 582  | 579  | 661  | 679  | 748  | 779  | 1185 | 1202 |

Головна етнічна група міста — таджики (83,4 %), також проживають узбеки (9,1 %), росіяни і російськомовні (5,1 %), решта — 2,4 %
Рівень грамотності згідно з офіційними даними населення Душанбе становить 99,7 %.

## Органи управління та адміністративний поділ

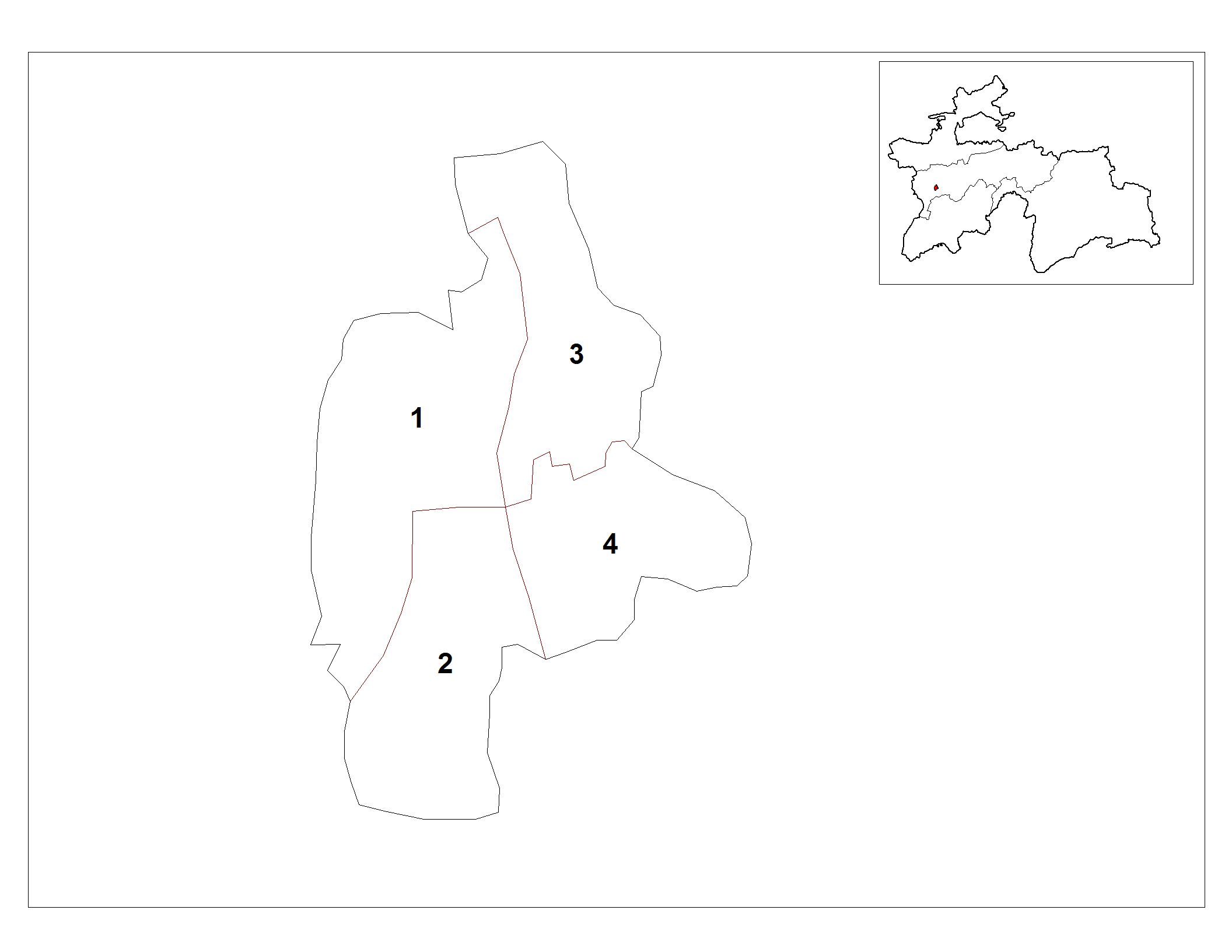
Райони Душанбе на мапі міста: 1. ібн Сіни; 2. Фірдоусі; 3. Ісмаїла Самані; 3. Шахмансура

Організаційні, правові, економічні та соціальні умови здійснення містом Душанбе функцій столиці Таджикистану визначає Закон Республіки Таджикистан «Про статус столиці Республіки Таджикистан». Душанбе має власний герб.
Представницьку та виконавчу владу на території імста Душанбе здійснює представник Президента — Голова міста Душанбе. Структура виконавчого органу державної влади складається з апарату Голови міста, Органу виконавчої влади 4 районів столиці, управлінь, комітетів, відділів, інших підрозділів міського та районного рівнів. Наразі (2010) Головою міста Душанбе є Махмадсаїд Убайдуллоєвич Убайдуллоєв, апарат Голови міста має 71 штатну одиницю, чисельність управлінь і пірозділів — 45 одиниць.
Місто Душанбе — єдине в Республіці Таджикистан місто з районним поділом, відтак Душанбинський Маджліс народних депутатів і міська виконавча влада набувають обласний статус на підставі Закону Республіки Таджикистан «Про державну владу на місцях». Душанбе складається з 4 районів: Ісмоїлі Сомоні (Ісмаїла Самані), Сіно (ібн Сіни), Фірдавсі (Фірдоусі) та Шохмансур (Шахмансура). Виконавчу владу в районах столиці представляють Голови районів.

## Історія
Археологічні розкопки, що провадились у межах сучасного Душанбе, достеменно довели, що люди перебували в цій місцині ще наприкінці кам'яної доби, у добу неоліту, в IV—III тисячоліттях до н. е.

### Від першої згадки до 1930-х років
Найперша писемна згадка про Душанбе належить до 1-ї чверті XVII століття.

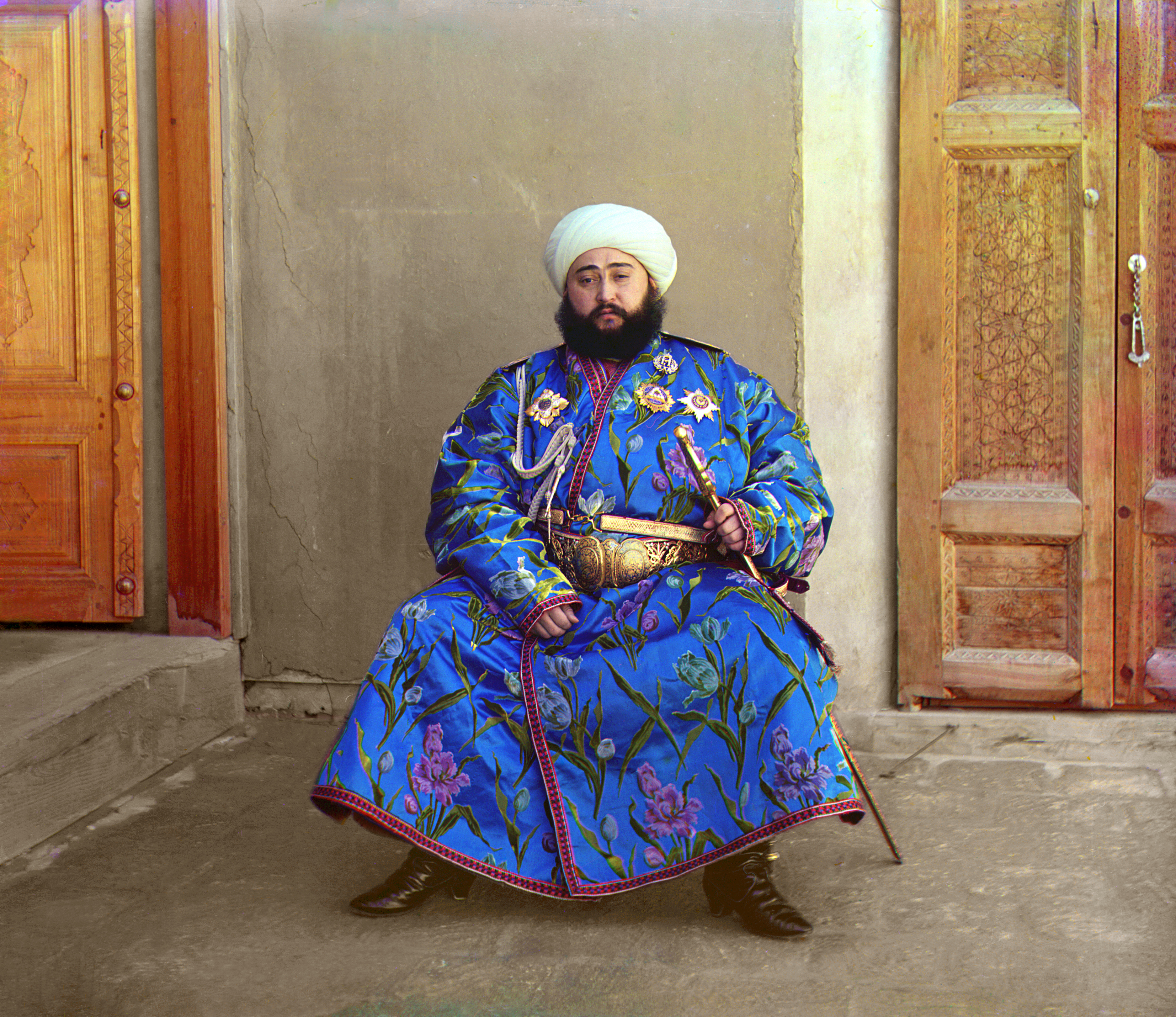
Останній емір Бухари (фото С. М. Прокудіна-Горського, 1911)

Душанбе виник на місці невеликого поселення (кишлака) на перехресті доріг, у якому по понеділках організовувався великий базар, звідси й назва міста («Душанбе» по-таджицьки — понеділок). До 1826 року кишлак називався Душанбе-Курган (тадж. Душанбе Қурғон), пізніше отримав назву на російський манер Дюшамбе. Перша мапа із зображенням Дюшамбе була складена в 1875 році. У той час на лівому березі ріки Варзоб розміщувалася фортеця.
Після спустошливого Каратазького землетрусу 8 вересня 1907 року гісарский бек Шохімардонкул задля власної безпеки разом з родиною оселився в Душанбе, де на той час містилась одна з підпорядкованих йому адміністративних одиниць (амлякдарство). Відтак, Душанбе фактично стає столицею Гісарського бекства. Відтоді поселення почало різко зростати — і на 1920 рік чисельність його населення досягла 14—16 тисяч осіб.
У 1920 році останній емір Бухари Алім-хан, втікаючи від більшовиків, заснував у Душанбе свою резиденцію, але незабаром був вигнаний частинами Червоної армії, що наступали на місто. Наприкінці 1921 року місто було взято військами басмачів під керівництвом Енвера-паші, але 14 липня 1922 року знову підпало під владу більшовиків і було проголошене столицею Таджицької АСРР.
3 вересня 1924 року в Душанбе здійснив посадку перший літак. Ним керували льотчики Петро Камаров і Рашидбек Ахриєв, прилетівши з Бухари. В цьому році в Дюшанбе запрацювала перша аеростанція та аеродром, де в теперішній час розташовані приміщення Будинку друку та телекомпанії «Сафіна».
Із проголошенням міста столицею Таджицької АСРР почалося власне його будівництво — 27 квітня 1927 року Рада Народних Комісарів Таджицької республіки ухвалила постанову «Про будівництво міста Дюшамбе». Таку офіційну назву — Дюшамбе місто мало до 1929 року. Цього року Таджицька АСРР була перетворена в Таджицьку РСР, а місто отримало назву на честь тодішнього керівника радянської держави Йосипа Сталіна Сталінабад, і називалося так до 1961 року.

### Розвиток міста у радянський час

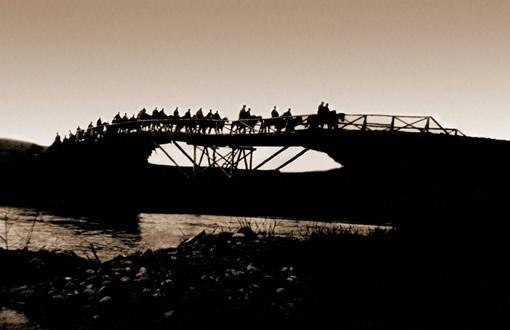
Міст через Душанбинку, 1930

Від 1930-х років починається бурхливий розвиток тодішнього Сталінабаду. До міста для його будівництва прибували архітектори, інженери, будівельники з Москви, Ленінграда, Києва, Харкова, Одеси.
У 1929 році в Душанбе була прокладена перша залізниця, що з'єднала місто з Ташкентом і Москвою. Це дало поштовх до розвитку в місті будівельної, текстильної, електро- і харчової промисловості, а також машинобудування. У січні наступного (1930) року в місті стала до ладу й почала випускати першу продукцію нова цегельня.
Протягом 1930—33 років у місті було зведено будівлю ТЕС, яка стала в Сталінабаді першою спорудою зі збірного залізобетону (будівництво було розпочато ще в 1930 році). У цьому ж (1933) році була введена в експлуатацію швейна фабрика. У жовтні 1936 року було споруджено перший залізничний вокзал у Душанбе.

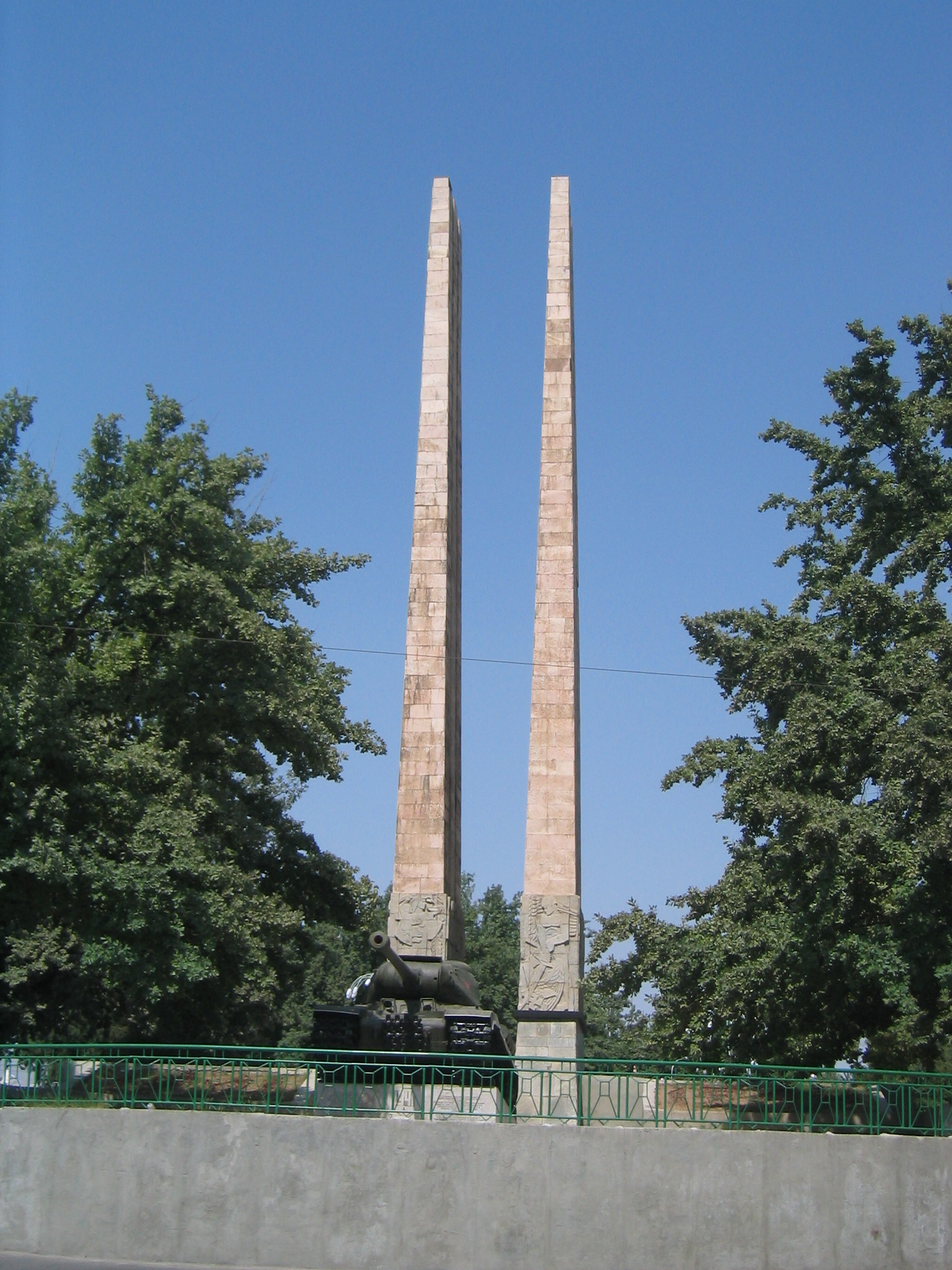
Міський меморіал Другої світової війни

У першій половині 1940-х років до ладу стали цементний, авторемонтний і електромеханічний заводи.
У роки Другої світової війни в Душанбе були евакуйовані десятки великих підприємств Москви, Ленінграда, Уралу та України; у лікарнях і шпиталях міста відновлювали своє здоров'я багато поранених воїнів Червоної армії; водночас тисячі душанбинців воювали на фронтах і чимало з них загинули в боях.
У 1950—1960-ті роки, вже по Другій світовій війні тривало масштабне будівництво міста — як житлових масивів, так і значних об'єктів адміністративного та громадського призначення. Від 1955 року розпочато тролейбусний рух у місті.
У 1972 році в Душанбе було пущено в експлуатацію автоматичну міжміську (і міжнародну) телефонну станцію.
У 1980 році Душанбе приймало 13-й за ліком Всесоюзний кінофестиваль.

### Душанбе у 1990-ті— 2010-ті роки
9 вересня 1991 року Таджикистан проголосив незалежність, і Душанбе став столицею світської, демократичної, суверенної держави.
За півтора року до цього, у лютому 1990 року, в умовах відцентрових тенденцій в СРСР, у Душанбе сталися масові заворушення на підґрунті міжетнічних конфліктів. Ці події передували Громадянській війні в Таджикистані, що тривала у 1992—1997 роки, і згубно позначилась у тому числі на розвитку та соціально-економічних показниках Душанбе. Політична нестабільність, економічна криза і соціальне напруження 1990-х років спричинили еміграційні процеси, у результаті яких частка російського (і російськомовного) населення в країні (і в місті) істотно зменшилась.
Від кінця 1990-х у місті поступово відновлюється економіка та соціальний спокій. Визнанням внеску міста у справу «зміцнення цінностей миру, толерантності та солідарності в повсякденному житті» стало присудження в 2004 році Душанбе першої Премії ЮНЕСКО «Місто миру» за 2002—2003 роки.
Останнім часом (від кінця 1990-х років) Душанбе не раз ставало місцем проведення масштабних заходів і святкувань, зокрема і за участю міжнародних делегацій. Так, у місті помпезно відзначили 1100-ліття держави Саманидів (1999). У 2000 році в Душанбе проходила зустріч глав держав-членів Шанхайської організації співробітництва. А 2003 року в місті відбувся Душанбинський Міжнародний форум з питної води, у якому взяли участь 50 держав і міжнародних організацій. Визнанням внеску міста у справу «зміцнення цінностей миру, толерантності та солідарності в повсякденному житті» стало присудження в 2004 році Душанбе першої Премії ЮНЕСКО «Місто миру» за 2002—2003 рр.
У листопаді 2007 року біля стін Палацу Вахдат терорист залишив у пластиковому пакеті бомбу. Єдиною жертвою став 77-річний чоловік, коли той узяв до рук пакет. Від вибуху повибивало шибки вікон Палацу Єдності.
На відзначення 20-річчя незалежності Таджикистану (офіційна дата — 9 вересня 2011 року) в Душанбе був урочисто здійнятий національний прапор величезних розмірів (60 × 30 метрів) на рекордному — найвищому у світі флагштоці заввишки 165 метрів; тоді ж біля нього був споруджений монумент із зображенням державного герба. У цей же період — на початку вересня 2011 року в Душанбе відбувся ювілейний саміт СНД, у якому взяли участь 8 з 11 лідерів країн Співдружності, зокрема від України В. Янукович; обговорювались питання щодо сучасного становища і майбутього цього політичного утворення, а також міждержавного співробітництва у різних сферах країн-учасників.
У теперішній час Душанбе є значним політичним, економічним і культурно-освітнім центром країни та Середньої Азії. Тут працюють вищі посадовці і державні органи Республіки Таджикистан — Президент, уряд, таджицький парламент з двома палатами: Маджлісі Міллі і Маджлісі Намояндагон; представництва міжнародних організацій та іноземних держав, офіси великих національних і зарубіжних компаній. У січні 2017 року мером міста був призначений Рустам Емомалі, син нинішнього президента республіки Емомалі Рахмона.

## Економіка

### Промисловість

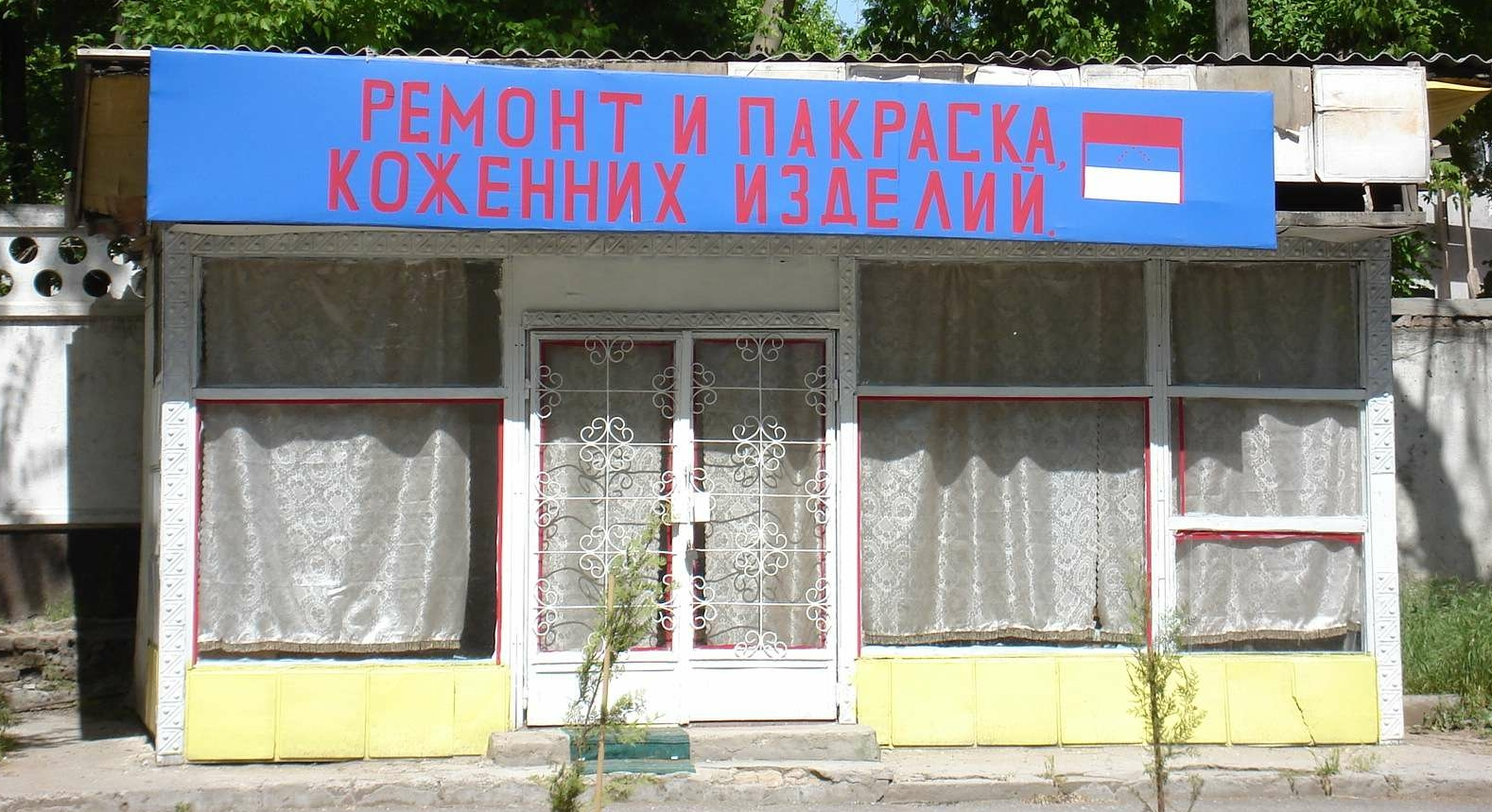
Типова душанбинська майстерня

Промисловий комплекс Душанбе (2008) включає в себе 230 підприємств різних галузей різних форм власності. В ньому зайнято близько 19 тисяч осіб населення міста, на який припадає до 30 % від загального обсягу промислового виробництва держави. Основу експорту з Душанбе становлять — пряжа бавовняна, готові бавовняні тканини, панчішна продукція, кабельні вироби, арматура, продукція сільськогосподарської переробки, обладнання для торгівлі тощо. У місті функціонують понад 10 спільних промислових підприємств. У структурі економіки Душанбе значне місце від 1990-х років посідають приватна ініціатива й невеликі приватні підприємства, майстерні, торговельні точки.
Головні промислові галузі Душанбе:
- Легка промисловість — є найбільш розвинутою у душанбинському промисловому комплексі, що пояснюється близькістю вирощування й виготовлення сировини (бавовна, шовкові кокони тощо). Представлена найбільшими у країні підприємствами ВАТ «Нассоч» (текстильне і прядильно-ткацьке виробництво), АТ «Чевар» і ЗАТ «Гулистон» (виробництво готових швейних виробів), АТОВ «Нафиса» (виробництво панчішно-шкарпеткової продукції).
- Електротехнична галузь і машинобудування — ВО «Таджиктекстильмаш», АТ «Таджиккабель», АТ «Сомон-тачхизот», АТОВ «Торгмаш» (виробництво обладнання для торговельних підприємств).
- Харчова і переробна промисловість — виробляє всі види харчової продукції, включаючи горілчану й винну. Найбільшими підприємствами є молочний і м'ясоконсервний комбінати, консервні заводи, СП «Таджам», Душанбинський винзавод і Таджицький харчовий комбінат (колишній Душанбинський пивзавод), а також підприємства, що виробляють хлібобулочну та кондитерську продукцію.
- Промисловість будівельних матеріалів — включає в себе цегельні, Душанбинський цементний завод, шиферний завод, а також інші підприємства, що випускають будматеріали і залізобетонні конструкції та вироби.
- Металургія — арматурний завод, одне з найбільших підприємств, що виробляють чавунне литво, водо-, газо-, і нафтопровідну арматуру.
- Електроенергетика — Душанбинська ТЕЦ і Каскад Варзобської ГЕС.
- Інші підприємства — низка хімічних виробництв, ряд підприємств з випуску меблів, поліграфічні комбінати й фірми (загалом понад 20).

### Транспорт

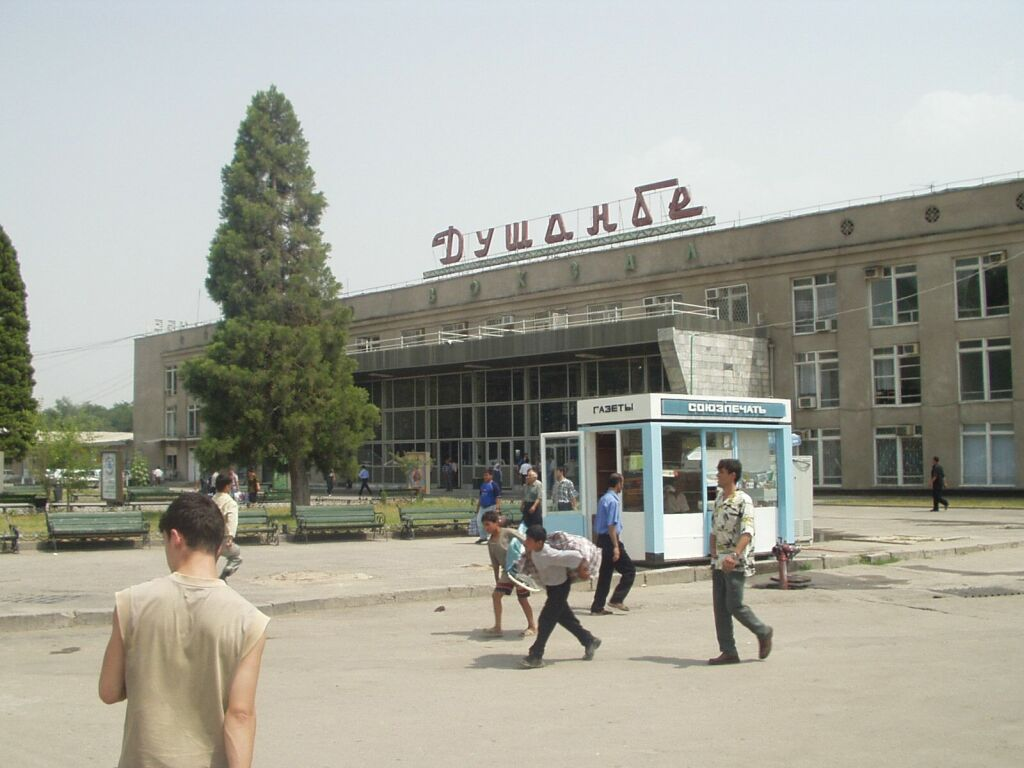
Душанбинський залізничний вокзал

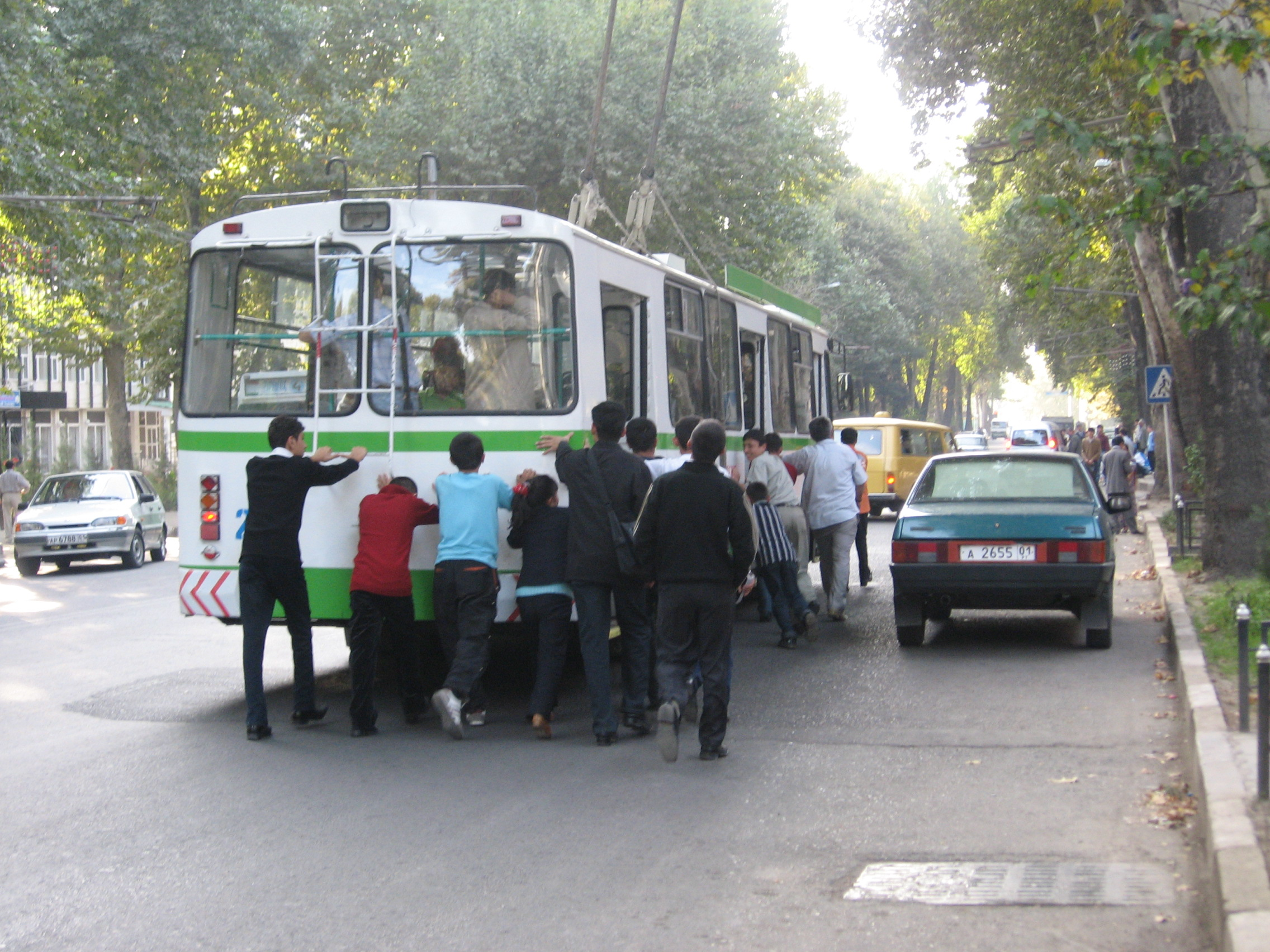
Душанбинці штовхають тролейбус

У Душанбе зосереджені і обслуговують населення та гостей міста такі види транспорту: залізничний, авіаційний та автомобільний.
Місто є вузлом національної залізниці — тут сходяться лінії Термез—Вахдат і Душанбе—Куляб. У Душанбе беруть початок шосе, що ведуть в Ура-Тюбе і Ходжент, Куляб і Хорог, Курган-Тюбе і Термез. Повітряними воротами країни є Душанбинський аеропорт.
Залізничний транспорт у місті є підрозділом державного єдиного підприємства «Таджицька залізниця» Міністерства транспорту Республіки Таджикистан.
Авіаційний транспорт працює на чолі з державною авіакомпанією «Tajikair».
Провідну роль у транспортному забезпеченні життєдіяльності Душанбе посідає автомобільний транспорт. У місті функціонують понад 30 автотранспортних підприємств.
Державний автомобільний транспорт загального користування міста Душанбе, що здійснює міські пасажироперевезення, об'єднаний у складі Пасажирського Унітарного Підприємства «Душанбенаклиётхадамотрасон» (Душанбеміськпастранс) при Хукуматі міста Душанбе, і складається з 4 державних комунальних унітарних підприємств: «Автобус-1», «Автобус-2», «Автобус-3» і «Тролейбус».
Загалом (станом на кінець 2000-х років) транспортна мережа міста Душанбе складається з близько 70 маршрутів, у тому числі 34 — автобусних, 13 — тролейбусних і 27 — маршрутних таксі. Щодня на вказаних маршрутах задіяні 1 464 транспортних засоби, у тому числі 302 автобуси та 92 тролейбуси.
Див. також: Душанбинський тролейбус.
Невід'ємною складовою громадського транспорту Душанбе є маршрутні таксомотори приватного сектора, яких у місті понад тисячу. 10 недержавних фірм мають ліцензії на пасажироперевезення в місті Душанбе.

### Торгівля
Душанбе є одним з найбільших торговельних центрів Таджикистану.

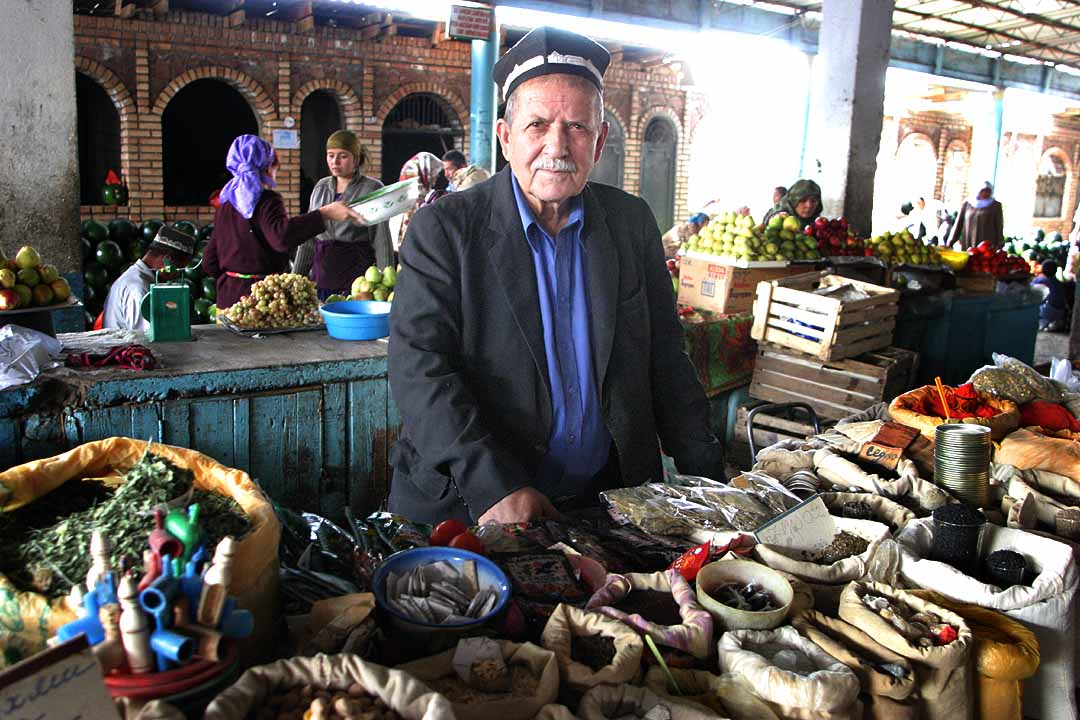
Продавець спецій на міському ринку

До 1990 року торгівля в країні розвивалась у 2 формах: державна і кооперативна, причому на першу, згідно з офіційною статистикою, припадало понад 9/10 від загального обсягу. У зв'язку з подальшою (за незалежності Таджикистану) приватизацією держвласності, а також із розвитком приватного капіталу, вже станом на 2002 рік частка недержавного сектора в загальному обсязі роздрібного товарообігу республіки склала 99 %.
Активно матеріальна база торгівлі в Душанбе розвивались у 1960-ті—1990-ті роки — у цей час у місті були зведені й здані в експлуатацію численні великі магазини, торгові центри, такі як: ЦУМ, магазини «Гулістон», «Універсам», «Дитячий світ», торгові центри «Рахш», «Гулом», «Садбарг», «Бахор», «Мохі нав» тощо. Більшість з них, як приватні торговельні підприємства або АТ продовжує свою діяльність і в наш час (2000-ні).
У 1920–1923 роки на території тодішнього Дюшамбе існував лише один ринок. А вже 1990 року їх було 10. Станом на 2002 рік у межах Душанбе працювало 27 продовольчих, речових і змішаних ринків. Серед них 7 були великими — «Баракат», «Саховат», «Корвон», «Рохи абрешим», «Шохмансур», «Султони Кабир» та інші.

## Соціальна сфера

### Житлово-комунальне господарство

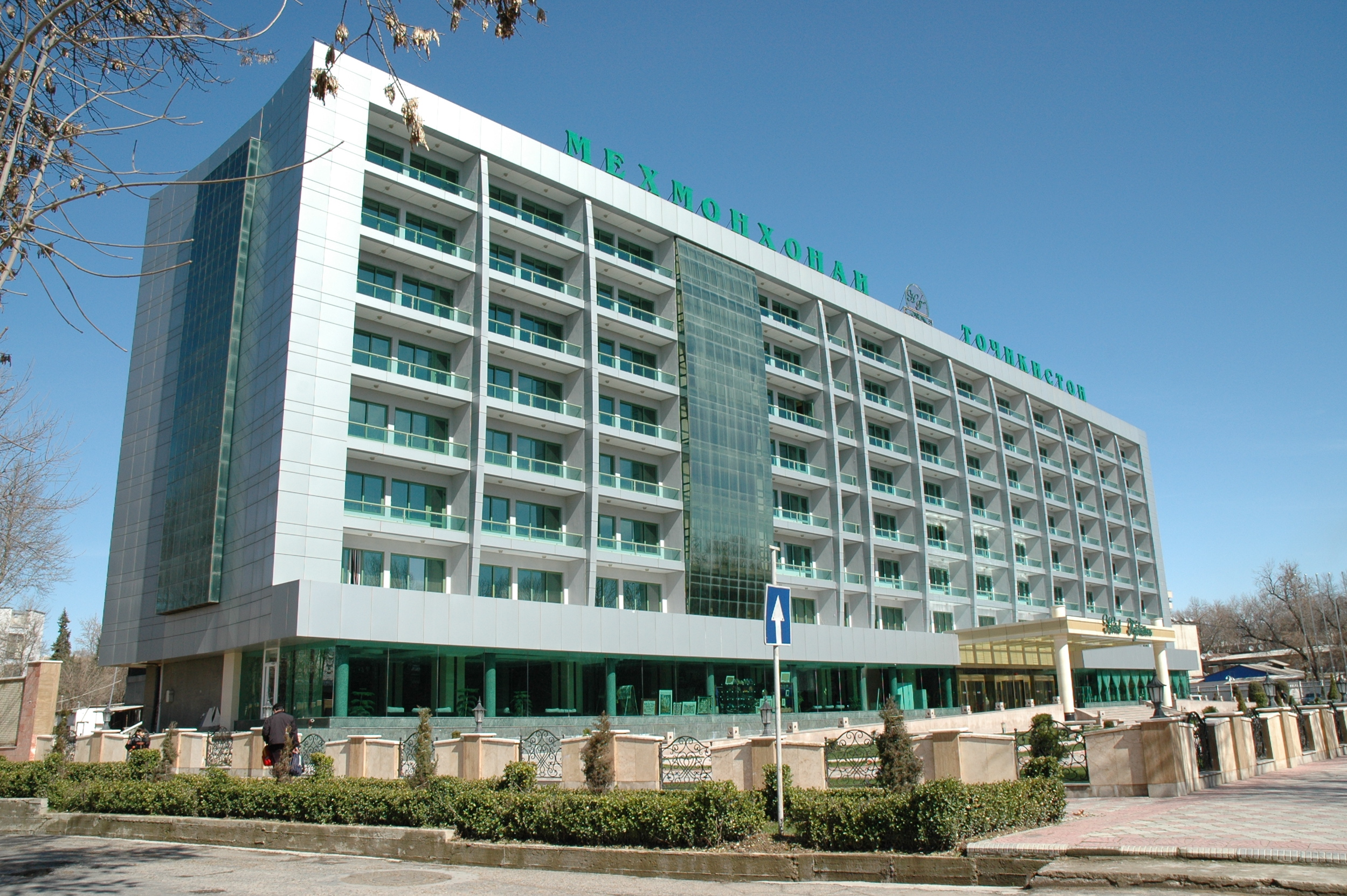
Готель «Таджикистан»

Загальна площа житлового фонду міста Душанбе на початок 2004 року становила 7,5 мільйонів м².
Згідно з офіційними даними місто було забезпечено водогоном практично на 100 %, каналізацією, центральним опаленням і підігрівом води — на 98 %, газифіковане — 64 %.
У радянський час у місті було до 10 готелів. У 1990—2000-х готельний бізнес стрімко розвивається в Душанбе, і вже в 2004 році готелів було в рази більше — 30 на 4,2 тисяч місць. Великими і престижними душанбинськими готелями є: Dushanbe Hyatt Regency, «Душанбе», «Тоджикистон», «Авесто», «Вахш», «Меркурій» тощо.  Вікісховище має мультимедійні дані за темою: Готелі Душанбе

### Медицина
У Душанбе функціонує розвинута мережа міських поліклінік, лікарень, медцентрів, пологових будинків, будинків дитини, санітарно-епідеміологічних центрів — загалом у місті станом на весну 2010 року 62 медичних заклади. У складі цих 62 лікувально-профілактичних установ: 17 лікарень, 2 будинки дитини, 14 міських центрів здоров'я, 5 стоматологічних поліклінік, 8 центрів санітарно-епідемологічного нагляду і дезостанцій, 12 міських галузевих центрів і 4 допоміжних центрів.
Первинна медико-санітарна допомога душанбинцям (і гостям міста) надається у 39 установах (міські центри здоров'я, стоматологічні поліклініки, центри санітарно-епідемологічного нагляду і дезостанції, міські галузеві центри). Госпітальна допомога надається в 17 лікарнях і 2 Будинках дитини.
Серед основних медзакладів Душанбе — спеціалізовані республіканські лікарні та центри, міські поліклініки № 1-5, міська інфекційна лікарня, дитяча інфекційна лікарня, відомчі госпіталі силових міністерств країни.

### Освіта і наука

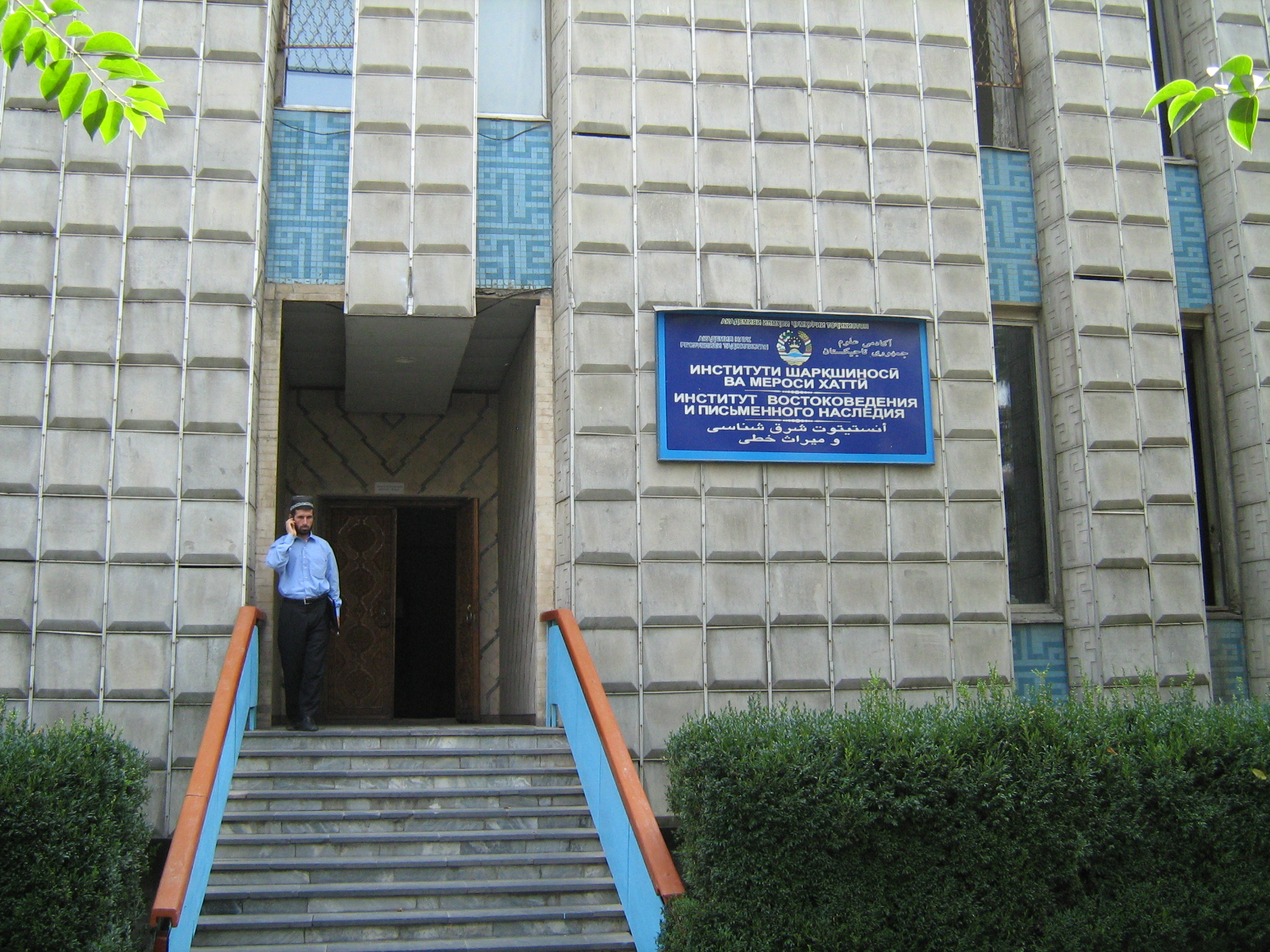
Інститут сходознавства та письмової спадщини Таджикистану

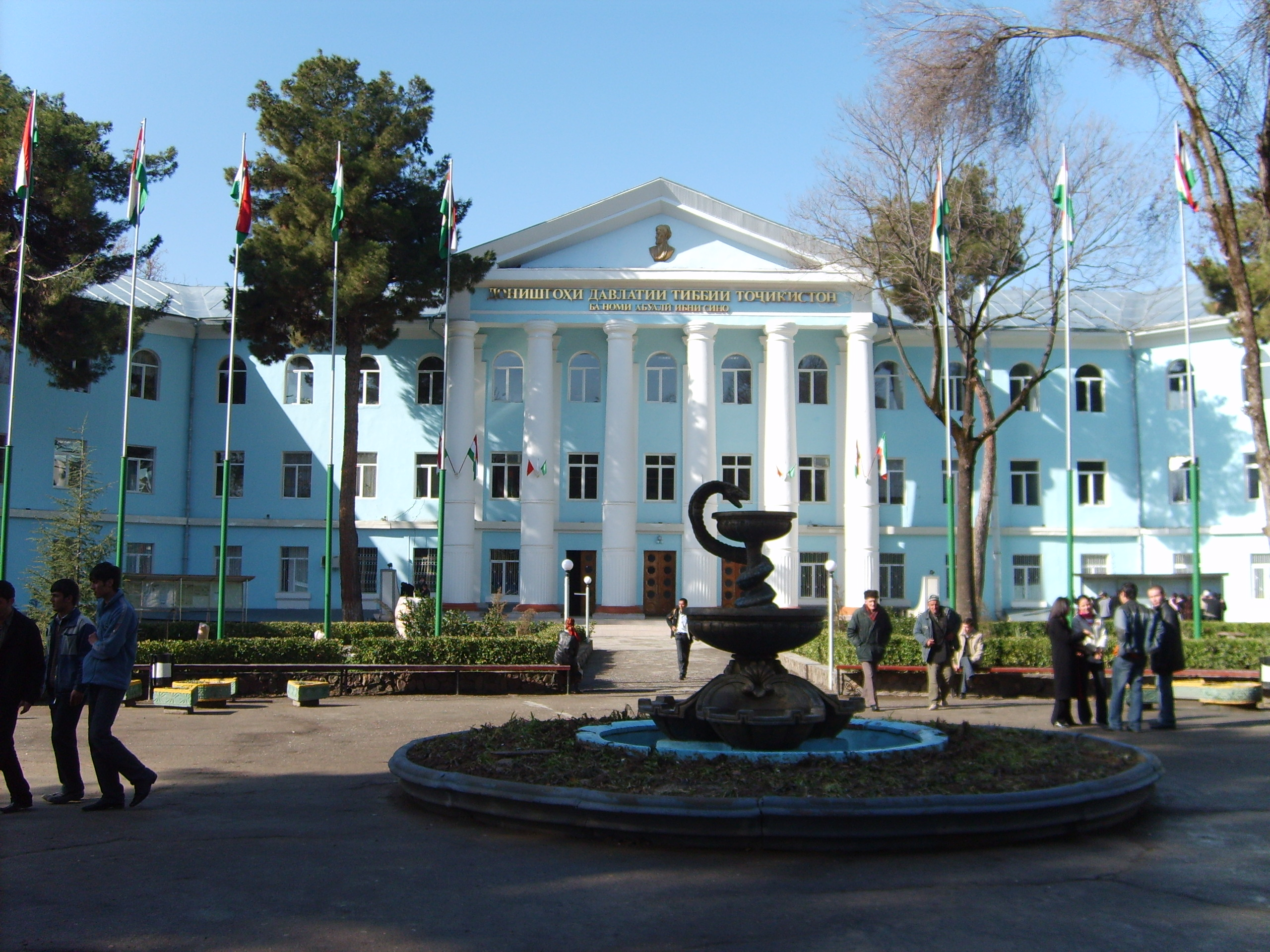
Державний медичний університет

Душанбе — головний освітньо-науковий центр Таджикистану. Тут працює 43 наукові установи, зокрема Таджицька академія наук і 17 науково-дослідницьких інститутів.
Освітня галузь Душанбе включає понад 20 вишів і 10 професійно-технічних училищ, близько 130 загальноосвітніх та середніх спеціальних навчальних закладів, понад 100 дитячих дошкільних закладів (станом на початок 2007/08 навчального року). З-поміж загальної кількості загальноосвітніх шкіл понад 20 є навчальними закладами так званого нового типу (гімназії та ліцеї), ще близько 10 є приватними.
Душанбинські вищі навчальні заклади (загалом понад 20):
| - Таджицький національний університет; - Таджицький Державний педагогічний університет імені Садриддіна Айні; - Таджицький технічний університет імені М. С. Осімі; - Таджицький державний медичний університет імені Абу Алі ібн Сіни; - Російсько-Таджицький (Слов'янський) університет; - Таджицький Аграрний університет; - Таджицький державний університет комерції; - Технологічний університет Таджикистану; - Таджицький інститут фізичної культури; - Таджицький державний інститут мов; - Таджицький інститут підприємництва і сервісу; | - Податково-правовий інститут Таджикистану; - Таджицький Державний інститут мистецтв імені Мірзо Турсун-заде; - Таджицький державний університет права, бізнесу і політики; - Академія МВС Республіки Таджикистан; - Військовий інститут Міністерства оборони Республіки Таджикистан; - Вища школа Державного комітету національної безпеки; - Вище прикордонне училище; - Таджицький інститут інноваційної технології і комунікації (раніше Міжнародний гуманітарний університет); - Таджицька Національна Консерваторія імені Т. Сатторова; - Ісламський університет імені імама А'зама Абуханіфи. |

Навчальними закладами середньої професійної освіти в Душанбе є коледжі: мистецтв, торговий, педагогічний, технічний, медичний, інженерно-педагогічний, спортивний, політехнічний та геологічний технікум.

## Спорт
Спорт у Душанбе почали культивувати за СРСР у 1930-х роках. Але якщо у перші роки радянської влади в місті було лише декілька найпростіших спортивних споруд, то в теперішній час у Душанбе функціонують такі крупні спортивні комплекси як республіканський стадіон імені М. В. Фрунзе, республіканський плавальний басейн, стадіони «Динамо», «Спартак», «Авиатор», «Автомобилист», спорткомплекси Таджицького інституту фізичної культури, медичного інституту та політехнікума, іподром і низка інших.
У місті діють 8 стадіонів, 121 спортивний зал, 4 плавальні басейни, 3 тенісні корти, 57 футбольних полів, 3 стрілецькі тири, 140 комплексних спортивних майданчиків (станом на 2-у половину 2000-х років), близько 10 спортивних шкіл.
Найвідоміший спортивний клуб з Душанбе — футбольна команда «ЦСКА-Памір», у місті також традиційно культивують силові та борцівські види спорту. Видатні спортсмени-душанбинці: Саїдмумін Рахімов і Афзалшах Алімов (боротьба), Ібрагім Хасанов і брати Юрій та Михайло Лобанови (веслування на байдарках та каное), Юрій Баранов (парашутний спорт), Зебунісса Рустамова (стрільба з лука), Андрій Абдувалієв (метання молота).
У період від 14 до 20 жовтня 2003 року в Душанбе вперше проводились V Центрально-Азійські спортивні ігри.
В останні роки у Таджикистані на перші ролі вийшов футбольний клуб «Істікол», який є п'ятиразовим чемпіоном країни та стільки ж разів вигравав Кубок Таджикистану.

## Культура, ЗМІ і дозвілля
Душанбе — головний у Таджикистані і великий регіональний (середньоазійський) культурний осередок — тут працюють численні заклади культури, у тому числі національні: музеї, театри і філармонія, кінокомпанія, цирк, бібліотеки, кінотеатри тощо; функціонують друковані та електронні ЗМІ; діють національні культурні товариства, професійні спілки; музичні, художні та інші мистецькі колективи. Як столиця суверенного Таджикистану Душанбе у 1990-ті — 2000-ні не раз ставав місцем проведення значних міжнародних конференцій, семінарів, фестивалів та інших культурно-мистецьких заходів.

### Театри, музика та кіно
У Душанбе працюють 7 таджицьких театрів, що представляють широкий спектр музичного і театрального мистецтва:

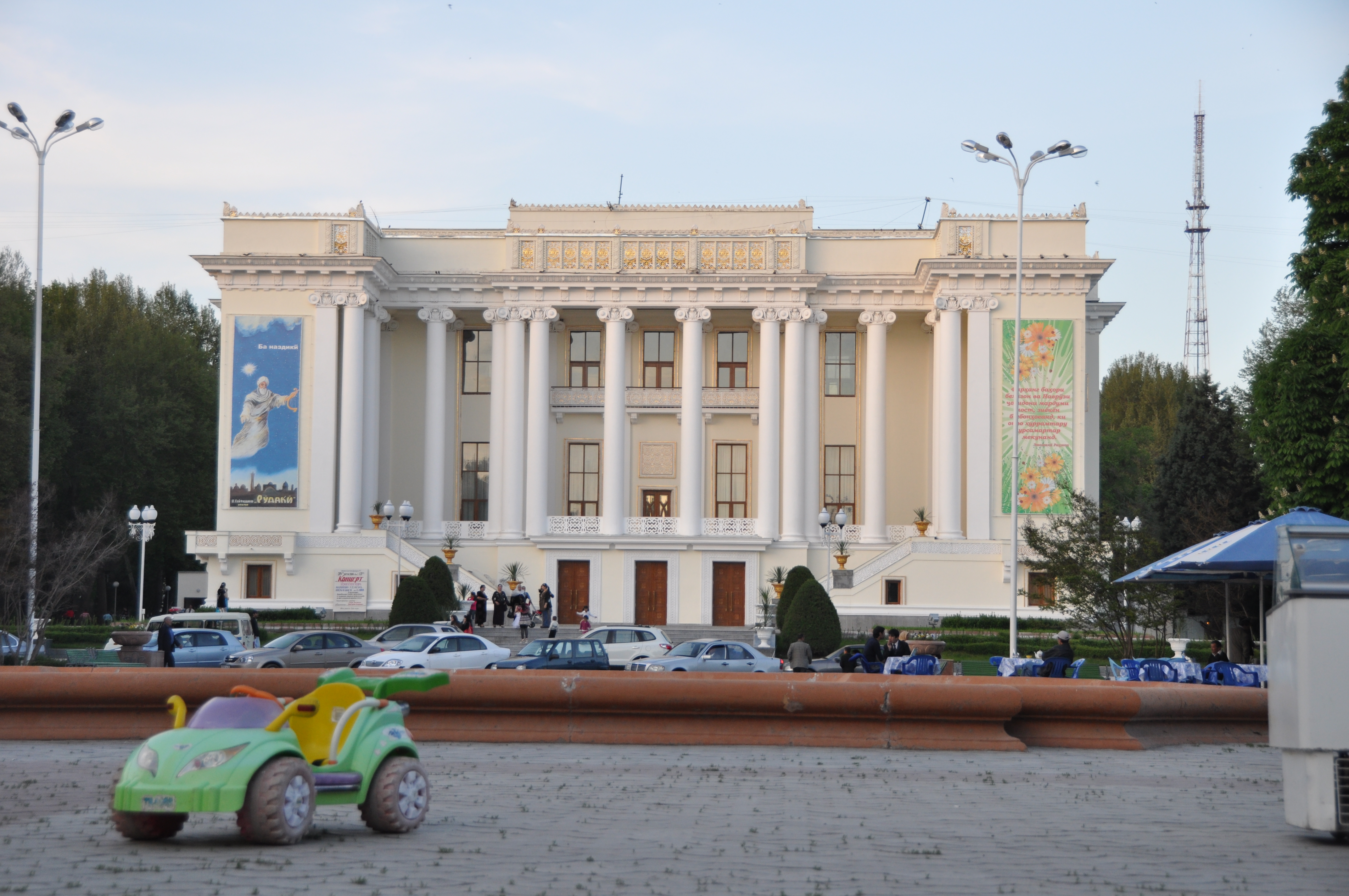
Душанбинська опера

- Таджицький Академічний театр опери та балету імені Садридина Айні;
- Таджицький Академічний театр імені А. Лахуті;
- Державний Російський драматичний театр імені В. В. Маяковського;
- Державний Молодіжний театр імені М. Вахідова;
- Душанбинський Державний театр ляльок;
- Експериментальний театр юного глядача ім. Касимова;
- Театр мініатюр «Оїна».

У місті діють Таджицька державна філармонія імені А. Рудакі, Таджицька національна консерваторія, кіноконцертний зал імені Борбада (Кохі Борбад / «Палац Борбада»), державний палац концертів і урочистих заходів «Вахдат» (Кохі Вахдат / «Палац Єдності»).
У місті є декілька кінотеатрів — «Тоджикистон» («Таджикистан»), «Джомі», «Ватан». Існує державна кіностудія «Таджикфільм».

### Музичні колективи, товариства і події

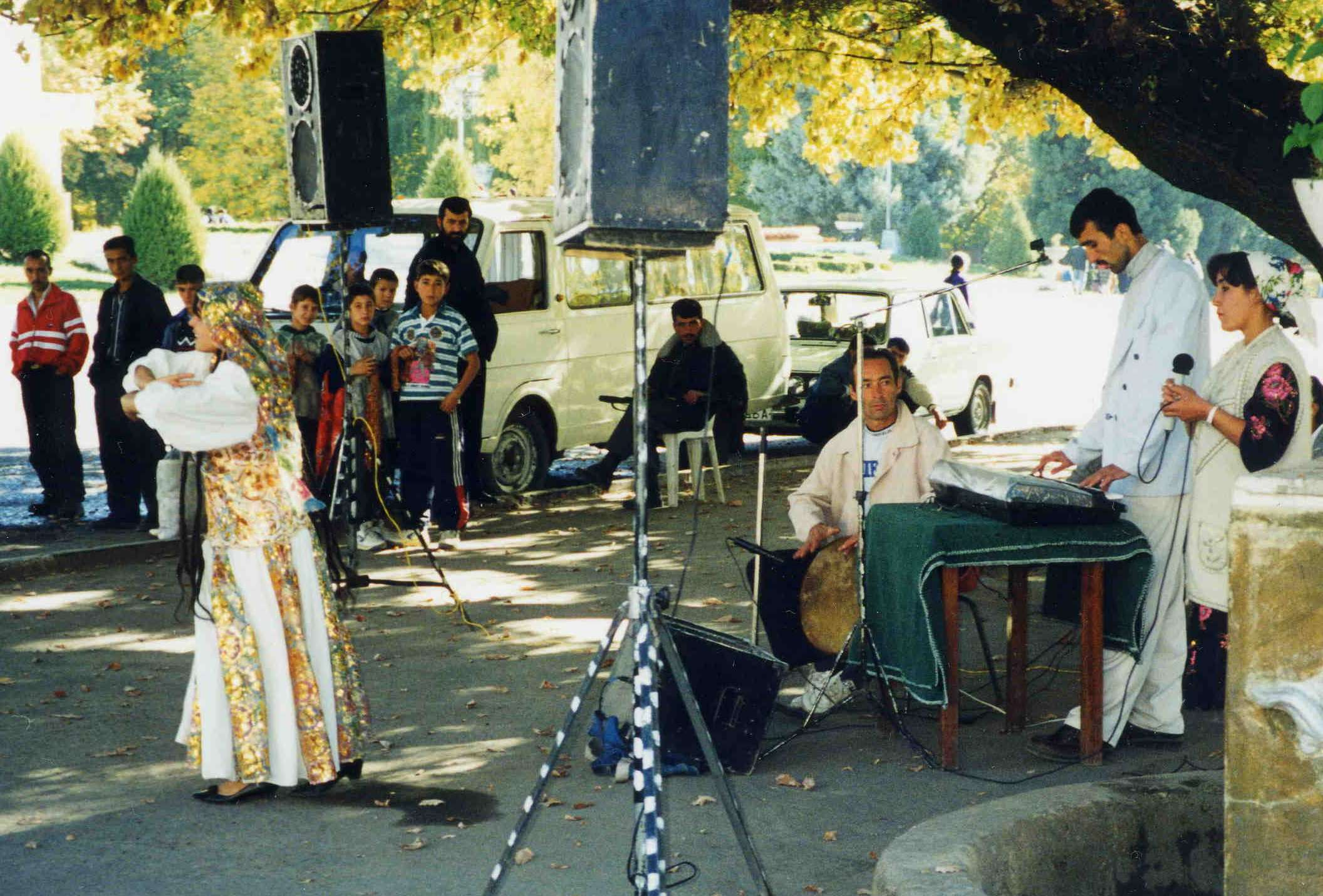
Виступ вуличних музик у затінку чинара

У Душанбе працюють головні і найбільші музичні колективи країни — Таджицький симфонічний оркестр, Таджицький оркестр народних інструментів, Ансамблі макомистів и фалакхонів Держтелерадіо Таджикистану, естрадно-симфонічний оркестр Міністерства культури Таджикистану, ансамблі «Гулбонг», «Сомон», «Лола», «Ганджина», «Дарё», «Бонувони рубоби» тощо.
У місті зосереджені центральні офіси Національних мистецьких спілок Таджикистану — композиторів, художників; найбільша музична бібліотека країни і музей музичної культури Г. Завкибекова.
Від грудня 2001 року в Душанбе функціонує створений французьким НУО ACTED Культурний центр «Бактрія», метою діяльності якого є підтримка і популяризація таджицької культури, як усередині країни, так і за кордоном, допомога і сприяння таджицьким художникам, музикантам та іншим митцям, у тому числі і в спосіб проведення культурних заходів, організація інформування та додаткового навчання (мовних курсів, майстер-класів митців тощо).
Традиційними для Душанбе стали проведення щорічного конкурсу естрадної пісні «Суруди сол», різноспрямованих національних і міжнародних фестивалів — таджицького мистецтва «Аржанг» (2002), «Фалак» (2004), Душанбинський джаз-фестиваль (2009).
У місті розвивається естрада, яскравими представниками якої є гурти «Авесто» і «Парем», та народна музична культура.

### Музеї, бібліотеки, видавництва

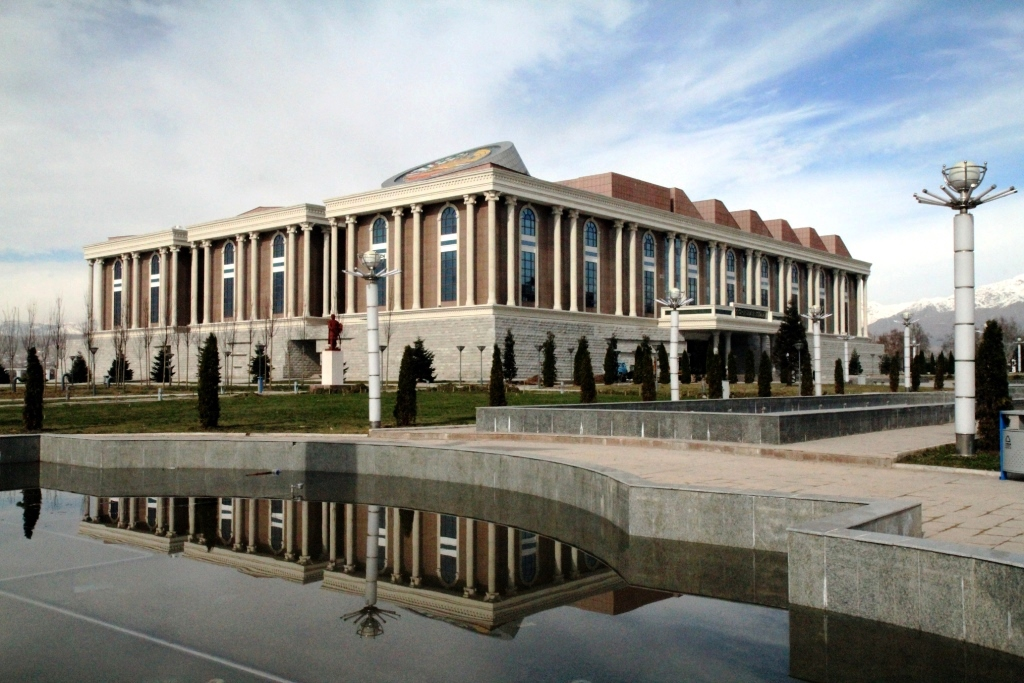
Національний музей Таджикистану

У Душанбе близько 10 музеїв. Головний музей міста і країни — Таджицький національний музей: заснований у 1934 році як республіканський краєзнавчий, нині (2000-ні) нараховує понад 50 000 експонатів з історії, культури та природи Таджикистану.
Також у Душанбе функціонують Національний музей старожитностей Таджикистану (знаменитий виставленою статуєю так званого Хатлонського Будди або «Будди в нірвані» завдовжки 14 м, виявленого на розкопках 1966 року на півдні країни), Музей музичних інструментів Гурмінджа Завкибекова, Таджицький музей етнографії, будинки-музеї діячів національної культури Лахуті, Турсун-заде, Шахіді, Рахімі.

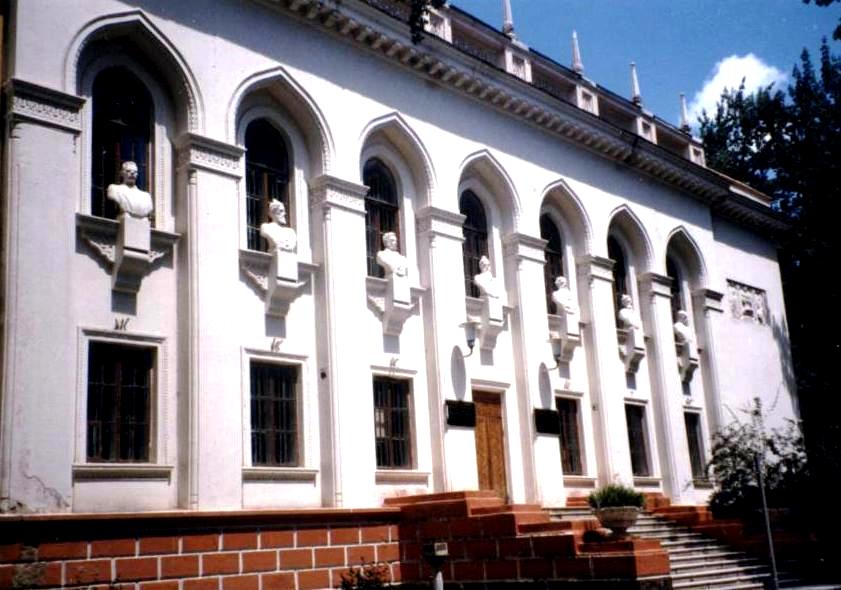
Національна бібліотека ім. Фірдоусі

У місті діє низка бібліотек, у тому числі 20 публічних, з них декілька національних. Статус головного національного книгосховища Таджикистану, методичного центру і провідної науково-дослідницької установи республіки має Національна бібліотека імені А. Фірдавсі (Фірдоусі). До числа найбільших бібліотек міста і країни також відносяться Центральна міська бібліотечна мережа ім. Лахуті та Республіканська дитяча бібліотека ім. М. Міршакара.
У Душанбе працюють республіканські книжкові видавництва «Ірфон», «Маоріф», «Доніш», «Адіб», «Таджицька енциклопедія». Таджицькою, російською та узбецькою видаються численні книги, газети та часописи.

### ЗМІ
Станом на кінець 2000-х загалом у Таджикистані більш-менш регулярно видаються близько 20 газет, переважно в столиці Душанбе і переважно таджицькою та російською мовами (є також узбецькою). Наймасовішими накладами виходять в світ загальнодержавні урядові друковані органи «Джумхурієт» («Республіка») та «Народна газета». Випускаються 5 незалежних тижневиків — «Бизнес и политика», «Вечерние вести», «Пайванд» (орган Спілки письменників Таджикистану), «Іттіход» («Єдність»), «Істіклол» («Незалежник»), а також 4 приватні газети. Останні випускаються місцевим медіахолдингом ВАТ «Чархи Гардун» і позиціонуються власником як найпопулярніші та найбільші за накладами періодичні видання країни. Серед газет цієї групи — таджицькомовна інформаційно-культурна та аналітична «Чархи Гардун» та російськомовні «Дайджест Пресс» і щотижнева супільно-політична «Вечерний Душанбе». Зареєстровано (по країні) 42 часописи, з них 8 — республіканських, 2 — офіційних урядових, 29 — відомчих і 3 — приватних.
Окрім державного інформагентства «Ховар» («Новини»), працює декілька приватних, серед яких виділяється «Азия-плюс», що регулярно публікує (поряд із держагенцією) російською та англійською мовами друковані та електронні повідомлення і зведення на політичну, соціальну та економічну тематику.
У Душанбе (кінець 2000-х) працюють 7 місцевих телекомпаній, зокрема 5 державних і 2 приватні, та 9 радіокомпаній (включно з FM), з яких 4 є державними, а 5 — приватними. Найбільш широкою територією охоплення володіють державні електронні ЗМІ — Перший канал телебачення Таджикистану, телеканал «Сафіна», ТБ «Бахористон», ТБ «Чахоннамо».

### Дозвілля

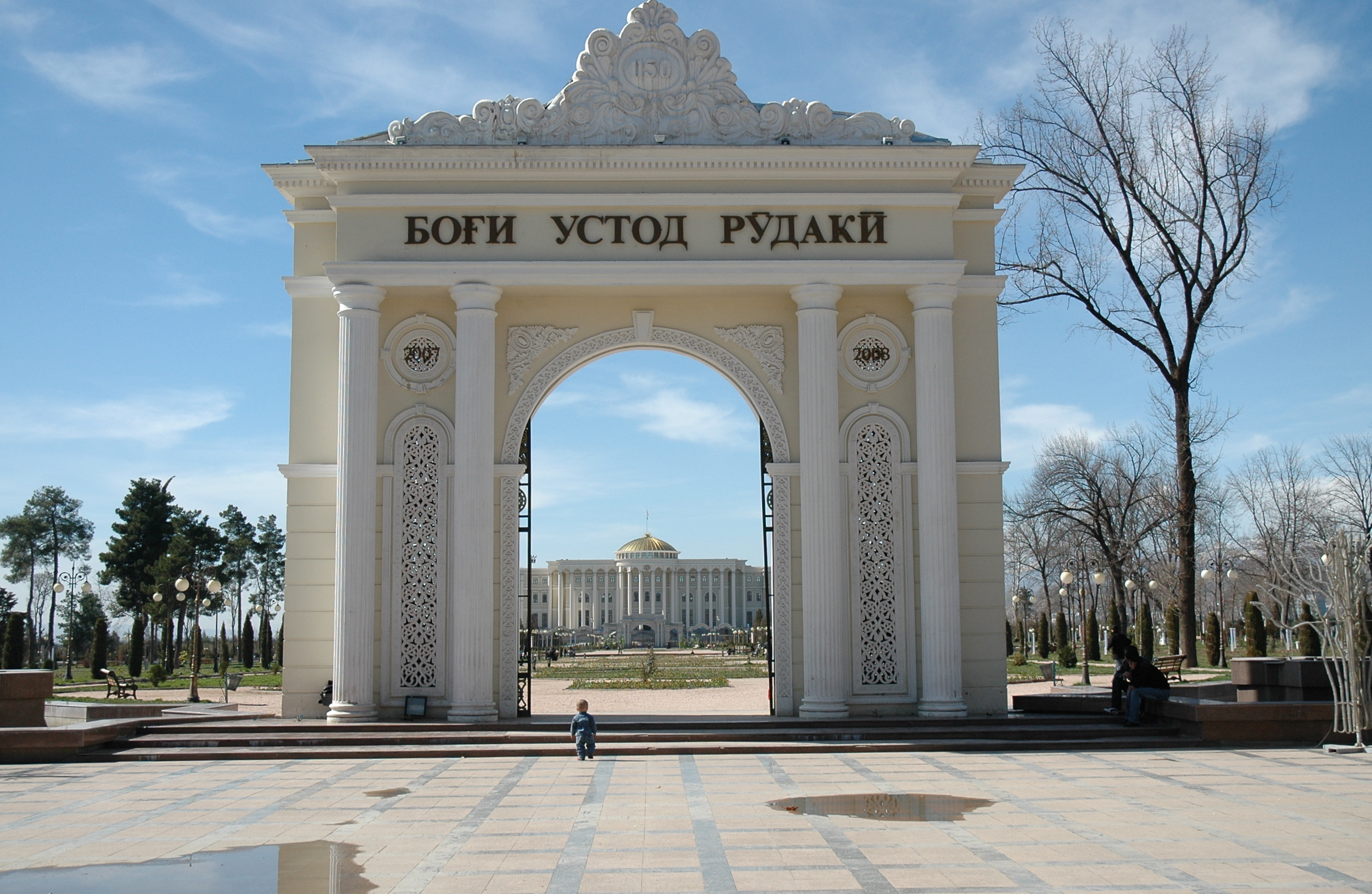
Центральний вхід до Парку Рудакі

Душанбе славиться численними закладами харчування, низка з яких, оформлені в етностилі, і розраховані на відвідання, у першу чергу, гостями міста, — чайхани «Рохат», «Саодат», «Боулдер» (на честь міста-побратима з США), ресторан і казино «Джомі Джамшед» (колишня чайхана «Фарогат») тощо.
У місті є декілька зелених зон — Душанбинський центральний парк Рудакі (за СРСР — ім.—Леніна), Парк С. Айні, Парк Фірдоусі, Парк Дружби народів, Лучобський парк та інші.
У Душанбе працюють цирк, ботанічний сад і зоопарк.
Довкола міста, зокрема у Варзобі чимало санаторіїв, пансіонатів і туристичних баз. У 2000-ні в місті і країні здійснюються спроби стимулювати туризм, у першу чергу міжнародний.

## Релігія
Вже з кінця 1980-х років відбувалися процеси повернення таджиків, зокрема і містян-душанбинців до свого етнічного та релігійного ісламського коріння. Понад 9/10 населення сучасного Душанбе належать до народів, традиційною релігією яких є іслам.
У 1990-ті — 2000-ні в таджицькій столиці активно зводились мечеті, і станом на 2010 рік у Душанбе нараховується 18 соборних мечетей і 40 мечетей п'ятничних молінь. Крім того, у місті діють такі ісламські організації, як Рада Улемів, Ісламський інститут (від 2009 року державний), гімназія при ньому, Державний центр ісламознавства тощо.
Душанбе як столиця суверенного Таджикистану в особі свого керівництва й ісламських очільників прагне відігравати важливу роль у розвитку ісламської культури та національного самоусвідомлення таджицької нації, утвердитись як один із світових осередків ісламу. Са́ме тому навесні 2010 року, після свята іранського Нового року Президент країни Емомалі Рахмон оголосив Душанбе столицею Ісламської культури в 2010 році.
У жовтні 2009 року Президент країни започаткував будівництво нової центральної мечеті міста Душанбе, що замінить існуючу мечеть Хаджі Якуб і має стати найбільшою не лише в місті та країні, а й у Центральній Азії (буде вміщати до 150 тисяч вірян зараз), і будуватиметься коштом арабських інвесторів.
Офіційно православ'я, а саме — Російська православна церква (Середньоазійська єпархія РПЦ Московської єпархії) визнана на державному рівні в Таджикистані, і є другою за значимістю релігійною громадою в державі після ісламу. Організаційним і духовним осередком православ'я в Душанбе і країні є Свято-Никольский собор, постійна паства якого становить до тисячі прихожан.
Бухарські євреї почали селитися в Душанбе ще з 2-ї половини XIX століття. Ще 1989 року в місті було створено Товариство друзів єврейської культури, а від кінця 1990-х у Душанбе існує єврейська громада (голова Б. Мошеєв), у місті діяла синагога, збудована ще на початку ХХ століття, однак навесні 2004 року таджицька влада висунула вимогу єврейській громаді звільнити приміщення культової споруди у зв'язку з її планованим знесенням задля вивільнення місця під майбутнє будівництво, і, попри протести місцевого єврейства, у червні 2008 року єдину синагогу країни було розібрано.

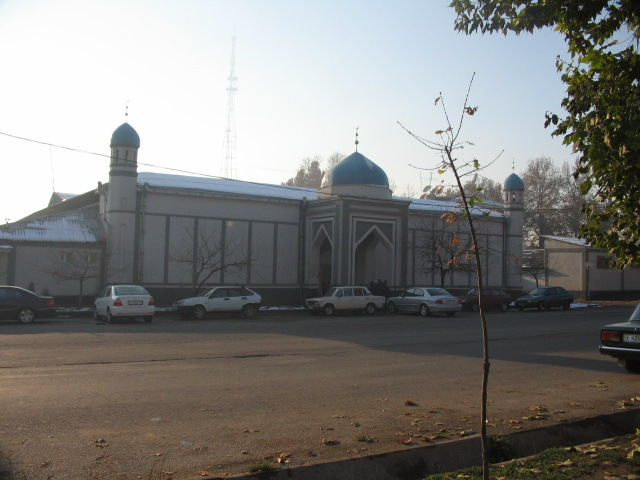
Одна з мечетей Душанбе
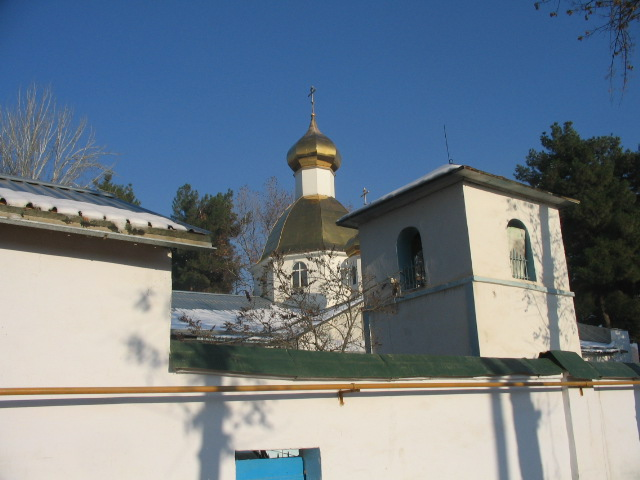
Православний Свято-Никольский собор
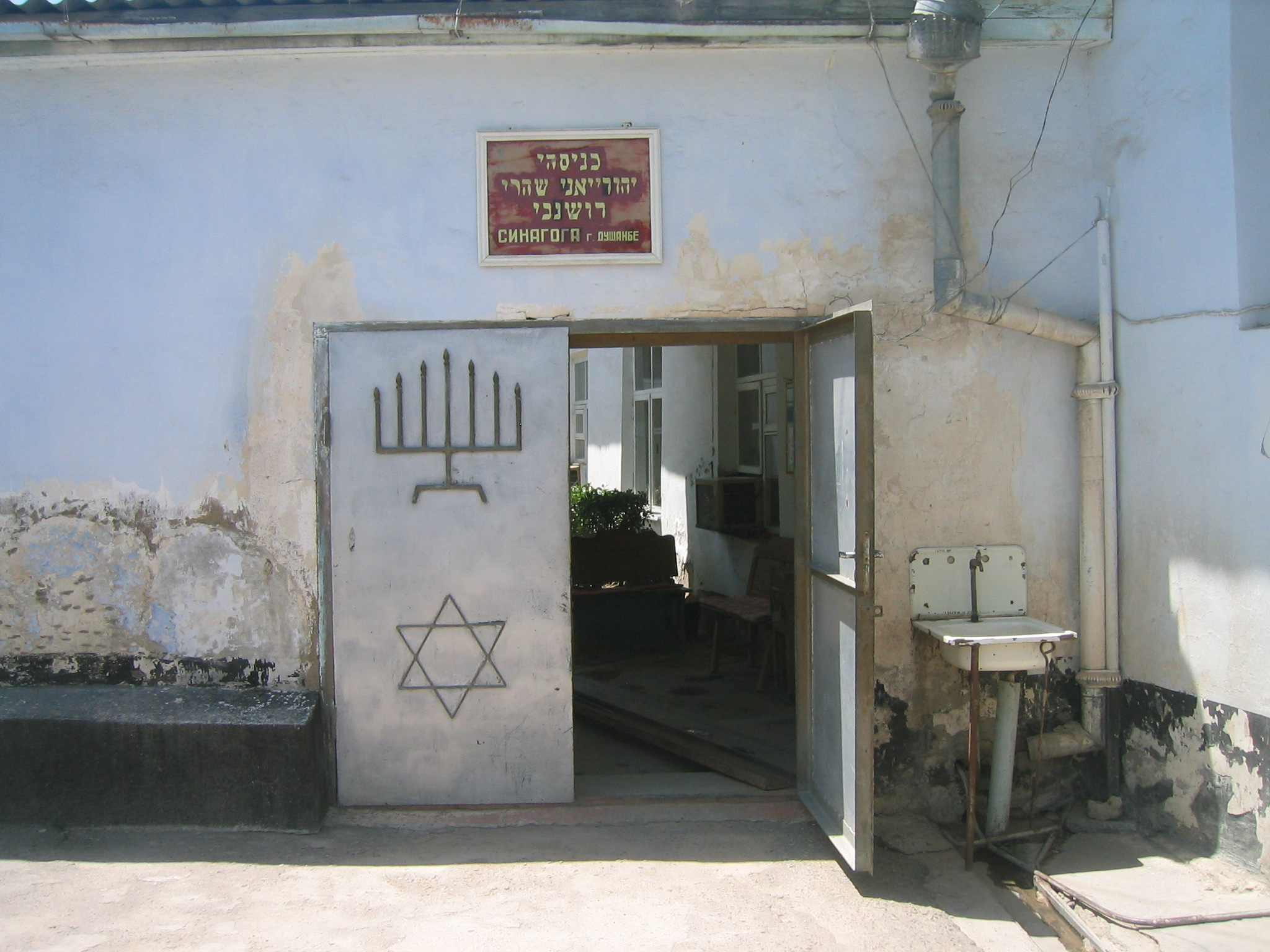
Неіснуюча в наш час (2011 рік) Душанбинська синагога

## Архітектурне обличчя, пам'ятки та пам'ятники

### З історії містобудування та архітектурне обличчя

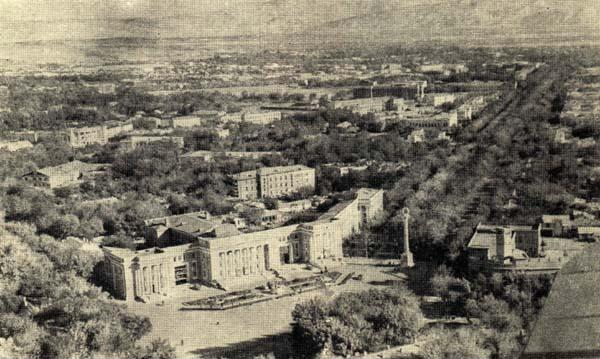
Панорама Сталінабада (Душанбе), 1955

Місто Душанбе стало єдиною столицею держави в Середній Азії, що за неймовірно короткий термін з невеликого феодального містечка перетворилось на великий сучасний промисловий, культурний, науковий і політичний центр.
До 1930 року в Душанбе зводились лише одноповерхові будинки, переважно хатки, з саману. У 1930-х роках у місті розгорнулось масштабне будівництво (див. тут), і на кінець цього десятиліття в 50-тисячному місті було вже 4 295 будівель, хоча лише 73 з них були дво- або триповерховими. У 1950-ті будувались триповерхові та з'явились перші чотириповерхові будинки, у наступне десятиліття (1960-ті) було створено базу для зведення багатопанельних 4- и 5-поверхових будинків, ну а вже у 1970-ті — 1980-і — в Душанбе будували 8, 9 і навіть 12-поверхові будинки, що збагатили міський ландшафт.

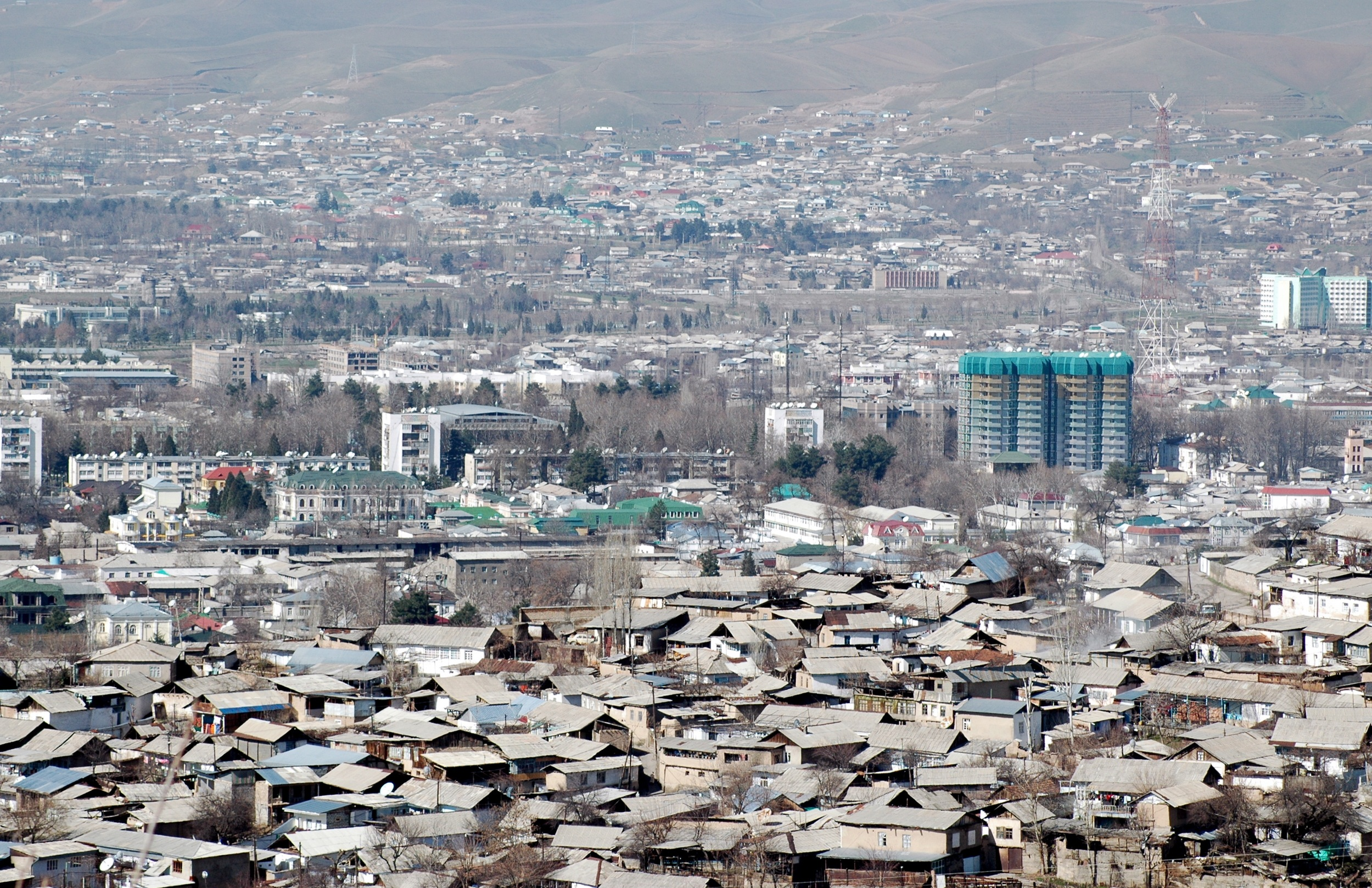
Панорама частини Душанбе, весна 2010

Таким чином, Душанбе не має пам'яток старої архітектури, а планомірно почало забудовуватися лише по ІІ Світовій війні. Однак чимало фахівців і просто відвідувачів високої думки про архітектурне обличчя міста, і, наприклад, Українська Радянська енциклопедія в статті про місто, «сухій» за визначенням, у 1979 році писала:
|  | «Душанбе — місто-сад з прямокутною сіткою вулиць-алей, парками, штучними водоймами, великими площами» |

Душанбе мальовничо розташувалось у чаші, утвореній Гісарськими горами. А завдяки внеску численних архітекторів, які у своїй роботі над зведенням громадських, адміністративних і житлових будинків, нерідко використовували таджицькі елементи, як для декорування, так і з утилітарною метою, Душанбе має доволі оригінальну архітектуру. Фактично її формують визначні комплекси адміністративних та громадських будівель та житлові мікрорайони. Важливим моментом, який мають враховувати будівничі міста, — сеймічність регіону, відтак зведення висоток у місті є обмеженим.
Душанбе пронизує центральна магістраль — проспект Рудакі (колишній Леніна), у місцях перетинів якого з іншими вулицями розбиті головні душанбинські майдани — центральний Дусті («Дружби») (колишній Леніна, Свободи, Ісмаїла Самані), Айні, ім. 800-ліття Москви, привокзальний Рудакі (колишній Куйбишева). Прикметною рисою центрального душанбинського проспекту Рудакі є алея декоративних чинарів.

### Визначні пам'ятки та сучасне міське будівництво
Серед визначних споруд Душанбе:
- Таджицький Академічний театр опери та балету імені Садридина Айні (1939—1946; арх. Д. І. Білібін, В. Д. Голлі, А. А. Юнгер).
- Будинок уряду (1948—1949; арх. С. Л. Анисимов, М. А. Захаров, інженер Н. Ревант; нині парламент)[48].
- колишня будівля ЦК Компартії Таджицької РСР (1950, арх. С. Л. Анисимов; і вже колишній Президентський палац, нині уряд).
- Душанбинський аеровокзал (1962, арх. В. А. Афанасьєв, А. І. Богачова, інженер З. М. Ярмолинський).
- Душанбинський залізничний вокзал (1963, арх. Л. Травянко, В. Русанов).
- Будинок політичної просвіти (нині «Палац Єдності» / Кохі Вахдад; 1975, арх. Е. Єрзовський, Ю. Пархов).

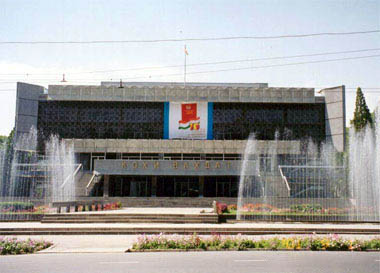
Палац Єдності

Серед інших цікавих будівель, зведених у 1950-х — 1970-х — Республіканська публічна бібліотека імені Фірдоусі (нині Національна бібліотека імені А. Фірдоусі), Республіканський краєзнавчий музей (нині Національний музей Таджикистану), Таджицький драматичний театр імені А. Лахуті (нині Таджицький Академічний театр імені А. Лахуті), палац культури профспілок (нині державна філармонія; архітектор В. Шелухін), будівля Спілки письменників Таджикистану (архітектор Е. Саліхов), готелі «Душанбе» і «Вахш», адмінбудівлі міністерств, корпуси вишів, низка ресторанів-«чайхана» («Рохат», «Фарогат») тощо.
Після початку Громадянської війни 1990-х років будівництво в Душанбе майже припинилось і поновилось лише в 2000 році. У 2000-х роках у Душанбе було здійснено, у тому числі за допомогою іноземних фахівців, масштабну реконструкцію й функціональне переобладнання багатьох з цих радянських будівель, також з'явилося декілька амбітних архітектурних проектів новобудов — наприклад, новий Президентський палац (офіційна назва Палац Нації), центральна душанбинська мечеть Хаджі Якуб, упорядкування центральної площі міста з монументом Сомоні, упорядкування Парку Рудакі, комплекс «Душанбе-Плаза», західна і північна міські брами-в'їзди, відкритий у 2008 році душанбинський готель світової мережі «Hyatt», що став першим п'ятизірковим готелем у місті. У місті також будуються висотні сейсмостійкі житлові комплекси. Разом з демократизацією життя активізувалось і релігійне життя — у Душанбе зводяться численні соборні та п'ятничні мечеті.

### Пам'ятники
У Душанбе у 2000-х планомірно демонтують зразки радянської монументальної пропаганди — пам'ятники Леніну, Ф. Дзержинському та Ч. Путовському. Відтак, нині монументалістику Душанбе визначають переважно меморіальні місця діячам національної (таджицько-персидької і сучасної таджицької) культури та науки Фірдоусі, Рудакі, Авіценні, Айні тощо. У місті, згідно з персько-таджицькою історичною традицією, є й меморіали у формі мавзолеїв — С. Айні в парку його імені та М. Турсунзаде в Лучобському парку.
Одним із найпомпезніших і головних пам'ятників сучасного Душанбе є 40-метрова арка й монумент Ісмаїла Самані — «батькові нації» на центральному майдані Дусті (Дружби).

## Відомі люди
Душанбе відіграв і відіграє величезну роль у розвитку сучасної таджицької культури. Тут жили і працювали її найвизначніші діячі:
- літератори — Садриддін Айні, Абулкасим Лахуті, Мірзо Турсун-заде, Сатим Улуг-заде, Джалал Ікрамі, Мірсаїд Міршакар, Мумін Каноат, Бокі Рахім-заде, Фотех Ніязи, Лоїк Шералі, Мухіддін Амін-заде та інші;
- актори театру та кіно — Мухамаджан Касимов, Ахмад Бобокулов, Аслі Бурханов, Туфа Фазилова, Маліка Сабірова, Хошим Гадоєв, Фаррух Рузиматов.

Народились:
- Мироненко Олександр Григорович — Герой Радянського Союзу
- Ашуров Мухрідін Ашурович, Петрушко Сергій Ігорович — Герої Росії.
- Шаропов Біжан Рашидович — Герой України
- Сучасні українські літературний критик і журналіст К. К. Родик, спортсмени: гімнаст, дворазовий олімпійський чемпіон Р. Х. Шаріпов, футболіст-олімпійський чемпіон О. В. Чередник і професіональна тенісистка О. Татаркова, діячі кінематографу: кінорежисер Ялтинської кіностудії В. Б. Давидов і кінооператор Ю. І. Пустовий; російські письменник, поет і драматург В. М. Войнович і акторка, Народна артистка СРСР (1981) Л. О. Чурсіна.

У Душанбе жили і працювали тимчасово або постійно українсько-таджицькі астроном С. І. Герасименко і художниця С. І. Алфєєва, російський футбольний тренер Ю. П. Сьомін (також заслужений тренер Таджицької РСР), проходив навчання український поет, перекладач і літературознавець І. М. Маленький.

## Міжнародне співробітництво
У Душанбе здійснюють свою діяльність представництва ООН, ОБСЄ, МВФ та інших впливових міжнародних інституцій, дипломатичний корпус іноземних держав.

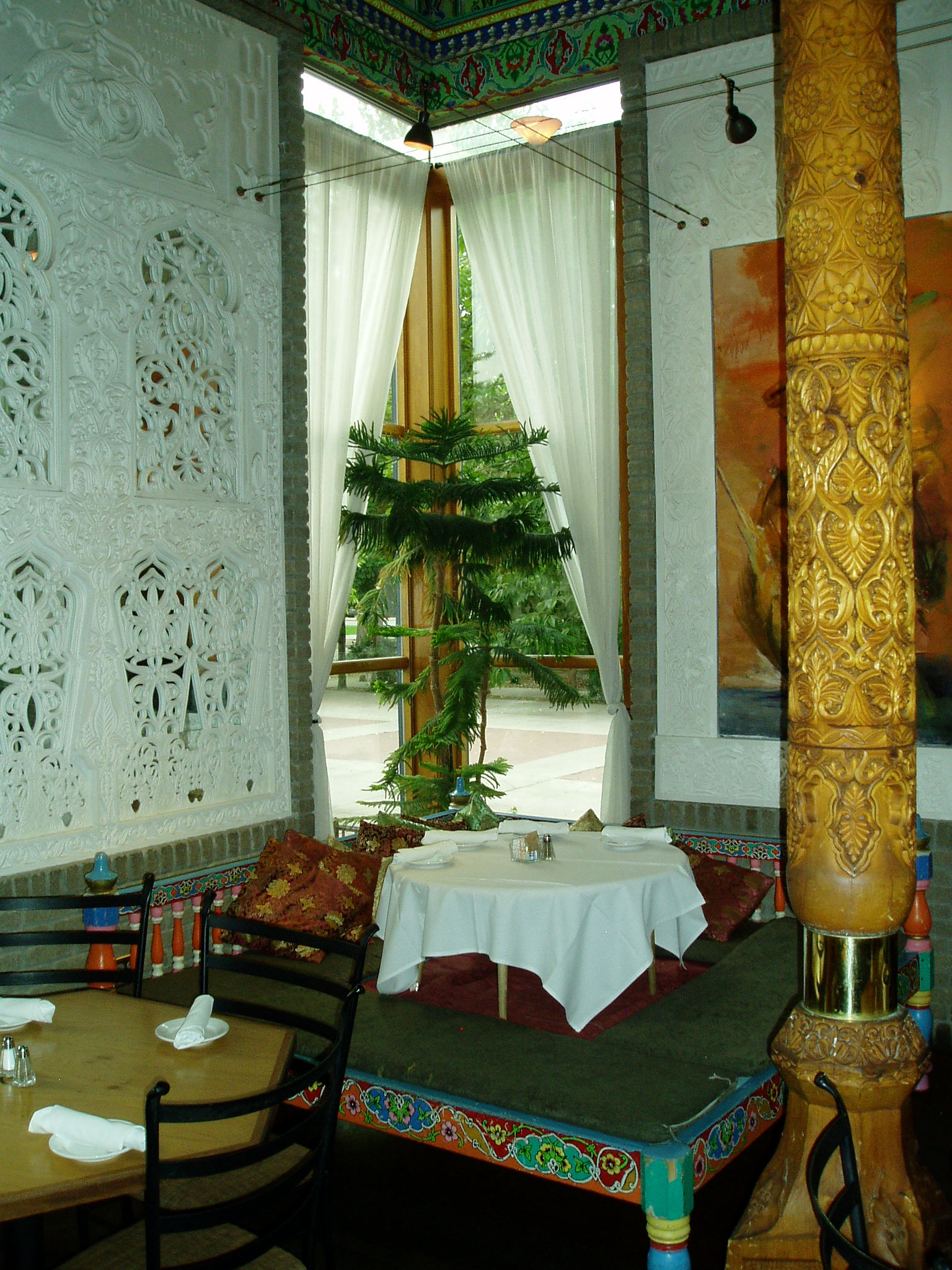
У чайхані «Боулдер», названій на честь американського міста-побратима Душанбе

У Душанбе 15 міст-побратимів (див. таблицю нижче).
| Країна     | Місто           | З якої дати            |
| ---------- | --------------- | ---------------------- |
| Туреччина  | Анкара          | 11 грудня 2003 року    |
| США        | Боулдер         | 8 травня 1987 року     |
| Австрія    | Клагенфурт      | 1972 рік               |
| Пакистан   | Лахор           | 15 вересня 1976 року   |
| Замбія     | Лусака          | серпень 1966 року      |
| Афганістан | Мазарі-Шариф    | 13 липня 1991 року     |
| Білорусь   | Мінськ          | 21 липня 1998 року     |
| Туніс      | Монастір        | 24 листопада 1967 року |
| Німеччина  | Ройтлінген      | 5 жовтня 1991 року     |
| Іран       | Тегеран         | 12 березня 2001 року   |
| Ємен       | Сана            | 25 червня 1967 року    |
| Росія      | Санкт-Петербург | 6 жовтня 1991 року     |
| КНР        | Урумчі          | 10 вересня 1999 року   |
| Іран       | Шираз           | 16 лютого 1992 року    |
| Україна    | Київ            | 31 травня 2015 року    |

Крім того, столиця Таджикистану є активним членом Всесвітньої організації «Об'єднані міста і місцеві влади», Міжнародної Асамблеї столиць і великих міст, Міжнародної організації поріднених міст і Організації міста-побратими Боулдер-Душанбе.